# Matteo degli Albizzi
Matteo degli Albizzi (Firenze, ... – post 1375) è stato un poeta italiano.

## Biografia
Si trova una menzione di lui come Matteo di Landozzo degli Albizi detto Massaleo, prigioniero nel Carcere delle Stinche a Firenze nel 1375.
Scrisse diverse novelle argute ricche di burle e situazioni divertenti, di stile vicino a quello di Giovanni Boccaccio.